# Gerardo Villalonga Hellín
Gerardo Villalonga Hellín (ur. 29 kwietnia 1958 w Maó-Mahón) – hiszpański duchowny katolicki, biskup Minorki od 2023.

## Życiorys

### Prezbiterat
Święcenia kapłańskie otrzymał 20 czerwca 1987 i został inkardynowany do diecezji Minorki. Pracował przede wszystkim jako duszpasterz parafialny oraz jako wikariusz sądowy, był też m.in. wikariuszem generalnym diecezji oraz jej administratorem.

### Episkopat
14 lutego 2023 papież Franciszek mianował go biskupem ordynariuszem diecezji Minorki. Sakry udzielił mu 22 kwietnia 2023 nuncjusz apostolski w Hiszpanii – arcybiskup Bernardito Auza.